# Емо (Лоон)
Емо (Емон) от Лоон (на немски: Emmo (Emmon) von Looz; * сл. 1030; † 17 януари 1078) е един от първите графове на Лоон на територията на съвременната провинция Лимбург, Белгия.

## Произход и управление
Той е син на Гизелберт I от Лоон († сл. 1050) и първата му съпруга Ерленда. Баща му се жени втори път за Луитгарда от Намюр, дъщеря на граф Алберт I от Намюр. Внук е на Рудолф от Бетюве († сл. 967).
Емо и брат му Ото († сл. 1101) управляват първо заедно графството Лоон. Брат му Ото I се жени за графиня Ода де Дурас и става граф на Дурас.

## Фамилия
Емо се жени пр. 1055 г. вероятно за Ирменгард от Хоорнес (* 1040; † сл. 1078), дъщеря на граф Конрад фон Хорн, или за Суанехилдис от Холандия († 31 март 1100), дъщеря на граф Дитрих III Холандски-Йерусалимски и съпругата му Отелендис († 1044), дъщеря на саксонския херцог Бернхард I. Те имат децата:
- София († 1065), омъжена ок. 1062 г. за унгарския крал Геза I († 1077), син на крал Бела I и на полската принцеса Рикса.
- Арнолд I (IV) от Лоон (* 1060; † 21 септември 1135), граф на Лоон (1078), Хеспенгау, бургграф фон Фогт, Майнц и Райнек, става граф на Ринек, женен ок. 1100 г. за Агнес фон Майнц, дъщеря на граф Герхард бургграф на Ринек и Майнц († сл. 1127) и Хедвиг фон Близкастел
- Тиери/Дирк († 1125), граф на Хорн, неговият син Херман фон Хорн е епископ на Утрехт (1151 – 1156).
- Рено, 1. абат на Авербоден
- Гертруда, омъжена за Гийом, син на граф Евстахий II от Буйон